# Shunhui
Shunhui (kinesiska: 顺会, 顺会乡) är en socken i Kina. Den ligger i provinsen Shanxi, i den norra delen av landet, omkring 92 kilometer nordväst om provinshuvudstaden Taiyuan. Antalet invånare är 8 437. Befolkningen består av 4 106 kvinnor och 4 331 män. Barn under 15 år utgör 17,0 %, vuxna 15-64 år 74 %, och äldre över 65 år 8,0 %.
Genomsnittlig årsnederbörd är 701 millimeter. Den regnigaste månaden är juli, med i genomsnitt 223 mm nederbörd, och den torraste är januari, med 4 mm nederbörd.